# Phyllophaga piceola
Phyllophaga piceola är en skalbaggsart som beskrevs av Bates 1888. Phyllophaga piceola ingår i släktet Phyllophaga och familjen Melolonthidae. Inga underarter finns listade i Catalogue of Life.